# 高士德大馬路

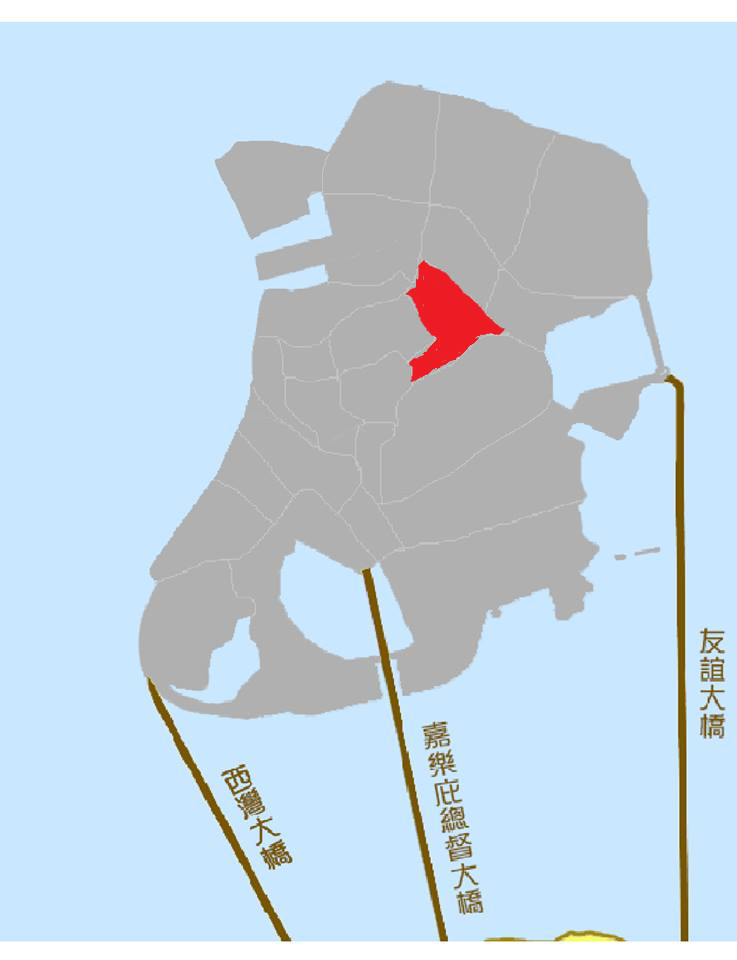
澳門半島上的高士德

高士德大馬路（葡萄牙語：Avenida de Horta e Costa，前稱柯高大馬路），位於澳門半島中北部，東南端由士多鳥拜斯大馬路起，西北端至罅些喇提督大馬路止，長795米。為東西主要通道。

## 歷史
1905年以第96任（1894至1897年）澳門總督高士德（葡萄牙語：José Maria de Sousa Horta e Costa）之名命名。中文原來譯作柯高馬路，後因「柯高」二字粵語音聽起來不雅 (痾膏)，方改為今名。位於高士德大馬路的「提柯街坊會」中的「柯」便是指本道路，而「提」則指提督馬路，衍生出「提柯區」的說法。
早期以兩層高住宅為主，1970年代逐漸形成今日商住混合的景觀。1990年代由於松山隧道的落成，交通更加繁忙，政府不得不在其東南端建一行車天橋，直通隧道口，因而砍伐了原本種植在街心的榕樹。馬路中部的榕樹亦因垃圾收集站的興建而受威脅。另外，在馬路兩端保留了早期石製的路標 (而非今日以瓷磚舖成的路牌)。
昔日的娛園（今盧廉若公園）北部為培正中學現址。在與罅些喇提督大馬路交界的東北角有紅街市。

## 主要建築和地點（從西到東）
- 提督街市
- 澳門基督教會宣道堂
- 三盞燈
- 世紀豪庭
- 澳門培正中學
- 澳門演藝學院
- 二龍喉浸信會

## 沿途主要街道（從北到南）
- 罅些喇提督大馬路
- 羅若翰神父街
- 連勝馬路
- 俾利喇街
- 高地烏街
- 賈伯樂提督街（提督街）
- 荷蘭園大馬路

## 交通

### 公共巴士
M84 高士德／培正（Horta e Costa / Esc. Pui Ching）
路線：5、6A、9、9A、12、22、23、25、25B、28C、32、N2
M88 高士德／賈伯樂（Horta Costa / Costa Cabral）
路線：5、6A、9、9A、28C、32、65、N2
M91 高士德／亞利鴉架街（Horta e Costa / Rua Manuel Arriaga）
路線：5、5X、9、9A、25、25B、N2
M98 高士德／連勝（Horta Costa / Coelho do Amaral）
路線：5、6A、9、9A、28C、32、65、N2
M99 高士德／紅街市（Horta Costa / Mercado Vermelho）
路線：6A、23、32、N2